# イヴ・オリヴィエ
イヴ・オリヴィエ（Yves Olivier、1974年11月29日 - ）は、ベルギーの元レーシングドライバー。サッカークラブのKSVルーセラーレの会長も務めている。

## モータースポーツ時代
オリビエは1990年にベルギーの全国カート選手権で3位となった後、モータースポーツを始めた。但し、1992年まではカート選手権にも参戦を続けた。1993年にはフォーミュラフォード・ベネルクス選手権で、1994年と1995年にはドイツのフォーミュラ・ルノーで活躍した。 2000年に彼はフォーミュラ3000に切り替え、2001年には、チーム・フェニックスからオペル・アストラV8クーペでDTMに参戦した。 2002年には、オペル・ユーロチームの2001年の車を運転したが、シーズン中に解雇された。 2003年に彼はIrmscherMotorsportのV8スターシリーズに参加した。
2018年2月、彼は同名の集会を組織したOmloop vanVlaanderen議長になった。

## KSV Roeselare
2013年10月から、第2部で活躍するKSVRoeselareの会長を務めている。

## 家族
オリヴィエは、妻のヴァレリーと息子のアントワーヌと一緒にルーセラーレに住んでいる。

## Webリンク
- 公式ウェブサイト